# Kamimura Shuhei
Shuhei Kamimura (上村 周平 Kamimura Shuhei, sinh ngày 15 tháng 10 năm 1995 ở Mashiki, Kumamoto) là một cầu thủ bóng đá người Nhật Bản thi đấu cho Roasso Kumamoto.

## Thống kê câu lạc bộ
Cập nhật đến ngày 23 tháng 2 năm 2018.
| Thành tích câu lạc bộ | Thành tích câu lạc bộ | Thành tích câu lạc bộ | Giải vô địch | Giải vô địch | Cúp                   | Cúp                   | Tổng cộng | Tổng cộng |
| Mùa giải              | Câu lạc bộ            | Giải vô địch          | Số trận      | Bàn thắng    | Số trận               | Bàn thắng             | Số trận   | Bàn thắng |
| Nhật Bản              | Nhật Bản              | Nhật Bản              | Giải vô địch | Giải vô địch | Cúp Hoàng đế Nhật Bản | Cúp Hoàng đế Nhật Bản | Tổng cộng | Tổng cộng |
| --------------------- | --------------------- | --------------------- | ------------ | ------------ | --------------------- | --------------------- | --------- | --------- |
| 2014                  | Roasso Kumamoto       | J2 League             | 5            | 0            | 1                     | 0                     | 6         | 0         |
| 2015                  | Roasso Kumamoto       | J2 League             | 24           | 0            | 3                     | 0                     | 27        | 0         |
| 2016                  | Roasso Kumamoto       | J2 League             | 17           | 0            | 2                     | 0                     | 19        | 0         |
| 2017                  | Roasso Kumamoto       | J2 League             | 27           | 1            | 1                     | 0                     | 28        | 1         |
| Tổng cộng sự nghiệp   | Tổng cộng sự nghiệp   | Tổng cộng sự nghiệp   | 73           | 1            | 7                     | 0                     | 80        | 1         |